# Europees kampioenschap handbal mannen 1996
Het 2de Europees kampioenschap handbal mannen vond plaats van 24 mei tot 2 juni 1996 in Spanje. Twaalf landenteams namen deel aan de strijd om de Europese titel. Titelverdediger Zweden kwam niet verder dan de vierde plaats in de eindrangschikking.

## Voorronde

### Groep A
| Land        | Wed | W | G | V | DV  | DT  | DS  | Ptn |
| ----------- | --- | - | - | - | --- | --- | --- | --- |
| Rusland     | 5   | 4 | 1 | 0 | 125 | 98  | +27 | 9   |
| Joegoslavië | 5   | 4 | 1 | 0 | 117 | 110 | +7  | 9   |
| Kroatië     | 5   | 3 | 0 | 2 | 127 | 125 | +2  | 6   |
| Duitsland   | 5   | 1 | 1 | 3 | 110 | 111 | –1  | 3   |
| Hongarije   | 5   | 1 | 1 | 3 | 117 | 130 | –13 | 3   |
| Slovenië    | 5   | 0 | 0 | 5 | 93  | 115 | –22 | 0   |

| Kroatië     | 30 – 27 | Hongarije   |
| Rusland     | 22 – 18 | Slovenië    |
| Joegoslavië | 23 – 22 | Duitsland   |
| Hongarije   | 21 – 33 | Rusland     |
| Duitsland   | 21 – 26 | Kroatië     |
| Slovenië    | 20 – 21 | Joegoslavië |
| Kroatië     | 26 – 22 | Slovenië    |
| Rusland     | 20 – 20 | Joegoslavië |
| Hongarije   | 24 – 24 | Duitsland   |
| Rusland     | 22 – 18 | Duitsland   |
| Joegoslavië | 27 – 24 | Kroatië     |
| Slovenië    | 17 – 21 | Hongarije   |
| Duitsland   | 25 – 16 | Slovenië    |
| Joegoslavië | 26 – 24 | Hongarije   |
| Kroatië     | 21 – 28 | Rusland     |

### Groep B
| Land       | Wed | W | G | V | DV  | DT  | DS  | Ptn |
| ---------- | --- | - | - | - | --- | --- | --- | --- |
| Spanje     | 5   | 4 | 0 | 1 | 124 | 116 | +8  | 8   |
| Zweden     | 5   | 4 | 0 | 1 | 124 | 106 | +18 | 8   |
| Tsjechië   | 5   | 3 | 0 | 2 | 129 | 125 | +4  | 6   |
| Frankrijk  | 5   | 3 | 0 | 2 | 130 | 120 | +10 | 6   |
| Roemenië   | 5   | 1 | 0 | 4 | 117 | 134 | –17 | 2   |
| Denemarken | 5   | 0 | 0 | 5 | 108 | 131 | –23 | 0   |

| Tsjechië   | 32 – 25 | Roemenië   |
| Zweden     | 23 – 24 | Spanje     |
| Denemarken | 22 – 25 | Frankrijk  |
| Roemenië   | 24 – 28 | Zweden     |
| Frankrijk  | 29 – 31 | Tsjechië   |
| Spanje     | 28 – 22 | Denemarken |
| Tsjechië   | 21 – 25 | Spanje     |
| Zweden     | 23 – 21 | Denemarken |
| Roemenië   | 20 – 27 | Frankrijk  |
| Zweden     | 26 – 20 | Frankrijk  |
| Denemarken | 22 – 28 | Tsjechië   |
| Spanje     | 26 – 21 | Roemenië   |
| Frankrijk  | 29 – 21 | Spanje     |
| Denemarken | 21 – 27 | Roemenië   |
| Tsjechië   | 17 – 24 | Zweden     |

## Halve finales
| Rusland | 24 – 21 | Zweden      |
| Spanje  | 27 – 23 | Joegoslavië |

## 11de/12de plaats
| Slovenië | 27 – 24 | Denemarken |

## 9de/10de plaats
| Hongarije | 27 – 28 | Roemenië |

## 7de/8ste plaats
| Duitsland | 21 – 24 | Frankrijk |

## 5de/6de plaats
| Kroatië | 27 – 25 | Tsjechië |

## Bronzen finale
| Joegoslavië | 26 – 25 | Zweden |

## Finale
| Rusland | 23 – 22 | Spanje |

## Eindrangschikking
| Goud   | Rusland     |
| Zilver | Spanje      |
| Brons  | Joegoslavië |
| 4      | Zweden      |
| 5      | Kroatië     |
| 6      | Tsjechië    |
| 7      | Frankrijk   |
| 8      | Duitsland   |
| 9      | Roemenië    |
| 10     | Hongarije   |
| 11     | Slovenië    |
| 12     | Denemarken  |

| 1996 Europees kampioen mannen · Rusland · 1e titel Selectie: Andrej Lavrov, Pavel Sukossian, Igor Lavrov, Oleg Kuleschov, Lev Voronin, Valeri Gopin, Vasili Kudinov, Dimitri Torgovanov, Oleg Grebnev, Oleg Kiselev, Sergej Pogorelov, Dimitri Fillipov, Igor Vasiliev, Alexei Frantzuzov en Stanislav Kulintschenko. · Bondscoach: Vladimir Maximov. |